# Ernesto Luís II, Duque de Saxe-Meiningen
Ernesto Luís II, Duque de Saxe-Meiningen (Coburgo, 8 de Agosto de 1709 – Meiningen, 24 de Fevereiro de 1729), foi um duque de Saxe-Meiningen.

## Vida
Era o terceiro filho, mas o primeiro a chegar à idade adulta, de Ernesto Luís I, Duque de Saxe-Meiningen e da sua primeira esposa, a princesa Doroteia Maria de Saxe-Gota- Altemburgo.
Quando o seu irmão mais velho, José Bernardo, morreu a 22 de Março de 1724, Ernesto Luís tornou-se herdeiro do ducado de Saxe-Meiningen. Quando o seu pai morreu sete meses depois, a 24 de novembro de 1724, Ernesto, na altura com quinze anos de idade, herdou o ducado em conjunto com o seu irmão mais novo, Carlos Frederico.
Uma vez que ambos os príncipes eram menores de idade quando o pai morreu, os seus tios Frederico Guilherme e António Ulrico foram os seus guardiões e regentes até 1733.
Ernesto Luís morreu cinco anos depois de subir ao trono, quando tinha apenas vinte anos de idade. Nunca se casou nem deixou descendentes, sendo sucedido pelo seu irmão mais novo, Carlos Frederico.

## Genealogia
| Ernesto Luís II, Duque de Saxe-Meiningen | Pai: Ernesto Luís I, Duque de Saxe-Meiningen            | Avô paterno: Bernardo I, Duque de Saxe-Meiningen        | Bisavô paterno: Ernesto I, Duque de Saxe-Gota      |
| Ernesto Luís II, Duque de Saxe-Meiningen | Pai: Ernesto Luís I, Duque de Saxe-Meiningen            | Avô paterno: Bernardo I, Duque de Saxe-Meiningen        | Bisavó paterna: Isabel Sofia de Saxe-Altemburgo    |
| Ernesto Luís II, Duque de Saxe-Meiningen | Pai: Ernesto Luís I, Duque de Saxe-Meiningen            | Avó paterna: Maria Edviges de Hesse-Darmstadt           | Bisavô paterno: Jorge II, Conde de Hesse-Darmstadt |
| Ernesto Luís II, Duque de Saxe-Meiningen | Pai: Ernesto Luís I, Duque de Saxe-Meiningen            | Avó paterna: Maria Edviges de Hesse-Darmstadt           | Bisavó paterna: Sofia Leonor da Saxónia            |
| Ernesto Luís II, Duque de Saxe-Meiningen | Mãe: Doroteia Maria de Saxe-Gota-Altemburgo (1674–1713) | Avô materno: Frederico I, Duque de Saxe-Gota-Altemburgo | Bisavô materno: Ernesto I, Duque de Saxe-Gota      |
| Ernesto Luís II, Duque de Saxe-Meiningen | Mãe: Doroteia Maria de Saxe-Gota-Altemburgo (1674–1713) | Avô materno: Frederico I, Duque de Saxe-Gota-Altemburgo | Bisavó materna: Isabel Sofia de Saxe-Altemburgo    |
| Ernesto Luís II, Duque de Saxe-Meiningen | Mãe: Doroteia Maria de Saxe-Gota-Altemburgo (1674–1713) | Avó materna: Madalena Sibila de Saxe-Weissenfels        | Bisavô materno: Augusto, Duque de Saxe-Weissenfels |
| Ernesto Luís II, Duque de Saxe-Meiningen | Mãe: Doroteia Maria de Saxe-Gota-Altemburgo (1674–1713) | Avó materna: Madalena Sibila de Saxe-Weissenfels        | Bisavó materna: Ana Maria de Mecklemburgo-Schwerin |